# Ле Ластре (Арецо)
Ле Ластре је насеље у Италији у округу Арецо, региону Тоскана.
Према процени из 2011. у насељу је живело 45 становника. Насеље се налази на надморској висини од 703 м.